# Ensayos sobre embalajes
Para garantizar una correcta resistencia a la compresión de la carga paletizada y la entrega de la mercancía en buenas condiciones, se realizan determinados tests al embalaje. Con ellos, es posible escoger el mejor material y proceso de fabricación en función del destino previsto para el mismo: mercancía a transportar, medios de transporte, número de manipulaciones, etc. Dichas pruebas intentan simular las condiciones a que se verá expuesta la carga en las operaciones de manipulación y transporte.
Los ensayos se realizan en los laboratorios de los propios fabricantes y si son muy caros o específicos, se pueden contratar a institutos especializados, como el ITENE (Instituto Tecnológico del Embalaje, Transporte y Logística) en España.
Los ensayos más importantes son los siguientes:
- Resistencia a la compresión vertical. En inglés, Box Compresión Test (BCT). Es el más común. Mide la resistencia al apilamiento del embalaje en condiciones reales de utilización. Este ensayo se basa en determinar el punto de ruptura del embalaje de cartón comprimiéndolo entre 2 planchas de una prensa que se van uniendo a una velocidad constante. Se puede hacer el ensayo sobre varios embalajes conjuntamente lo que nos permite precisar los efectos de algunos elementos contributivos a la resistencia (aporte del contenido, aporte de los embalajes adyacentes en el paletizado, etc.) o destructivos (fuerza higrométrica, condensación, cadena de envasado...)
- Flexión de fondo. Ensayo apropiado para los platós agrícolas de cartón que transportarán las frutas o verduras en camiones frigoríficos. Se trata de conocer si la base de la bandeja se combará al absorber la humedad dañando así la mercancía de la camada inferior. El ensayo se hace en condiciones extremas: alta humedad relativa y baja temperatura.
- Prueba de choque por caída libre. Este es un ensayo cualitativo que permite medir la resistencia a una caída que se puede producir en los procesos de manipulación o transporte. En particular, es determinante en el caso de transporte de materias peligrosas. Este ensayo se realiza para varios tipos de caídas: sobre los vértices, diferentes caras y diferentes aristas.
- Ensayo de vibración. Se trata de un ensayo cualitativo que permite medir la resistencia a las vibraciones producidas durante el transporte. Se realiza situando un embalaje lleno sobre una mesa vibratoria con una frecuencia de 3 a 4,6 Hz cuya intensidad se puede regular. Como en el caso anterior, es importante en particular en caso de transporte de mercancías peligrosas.
- Ensayo de plano inclinado. Se trata de un ensayo reciente que mide la adherencia de un embalaje a una superficie al inclinar el plano. Corresponde, por ejemplo, a una simulación de enganche de vagón de tren.
- Cilindro balancín. Se trata de un cilindro que simula los choques repetitivos que se producen en el caso de manipulaciones manuales (reemplazados cada vez más por transferencia mecánica)

Enlace externo
- ITENE
- COMO EL EMBALAJE Y PROTECCIÓN DE ENVÍOS GARANTIZAN LA INTEGRIDAD DE LAS MERCANCÍAS

- Datos: Q5834107